# Билла и Боксу
Билла и Боксу (лат. Billa et Bocsu) — волжско-булгарские вельможи X века, братья, переселившиеся вместе со своими дружинами в Венгрию и получившие во владение крепость Пешт. Известие о Билле и Боксу содержится в Gesta Hungarorum Анонима (XIII в.). Имя Боксу имеет также венгеризированный вариант написания Бакш.

## Известие Анонима
Вождь же Такшонь со всеми сановниками Венгрии силой и миром каждый день своей жизни удерживал все права своего королевства. Прослышав о его благости, к нему стекались многие гости из различных народностей. Так, из земли Булар пришли некоторые благороднейшие господа с весьма многими измаильтянами, имена которых были Билла и Бакш. Вождь пожаловал им земли в различных местностях венгров, а кроме того, замок, который называется Пешт, уступил им навечно. Билла же и брат его Бакш, от потомства которых происходит Этей, держа совет, уступили для службы этому замку две трети народа, приведенного с собой, третью же часть оставили их потомкам.
Название Булар (Bular), упоминаемое в этом отрывке, большинством интерпретаторов и переводчиков Gesta Hungarorum связывает с Булгаром, столицей Волжской Булгарии. Венгерский тюрколог Иштван Вашари отмечает специфическую чувашскую фонетику, отразившуюся в этом варианте названия Булгара.
Упоминаемый хронистом Этей (Ethey) — по всей видимости, современник Анонима. Возведение его рода к Билле и Боксу связано со стремлением знатных венгерских родов XIII в. укрепить свои права на землевладение, доказав, что они восходят ещё к эпохе обретения родины.
По сообщению Анонима, «в то же время и из той же страны», откуда происходили Билла и Боксу, в Венгрию переселился военачальник Хетен (Heten), который также получил немалые владения. Существует традиция возводить к его имени название венгерского города Хетеньедьхаза (Hetényegyháza).

## Исторический контекст

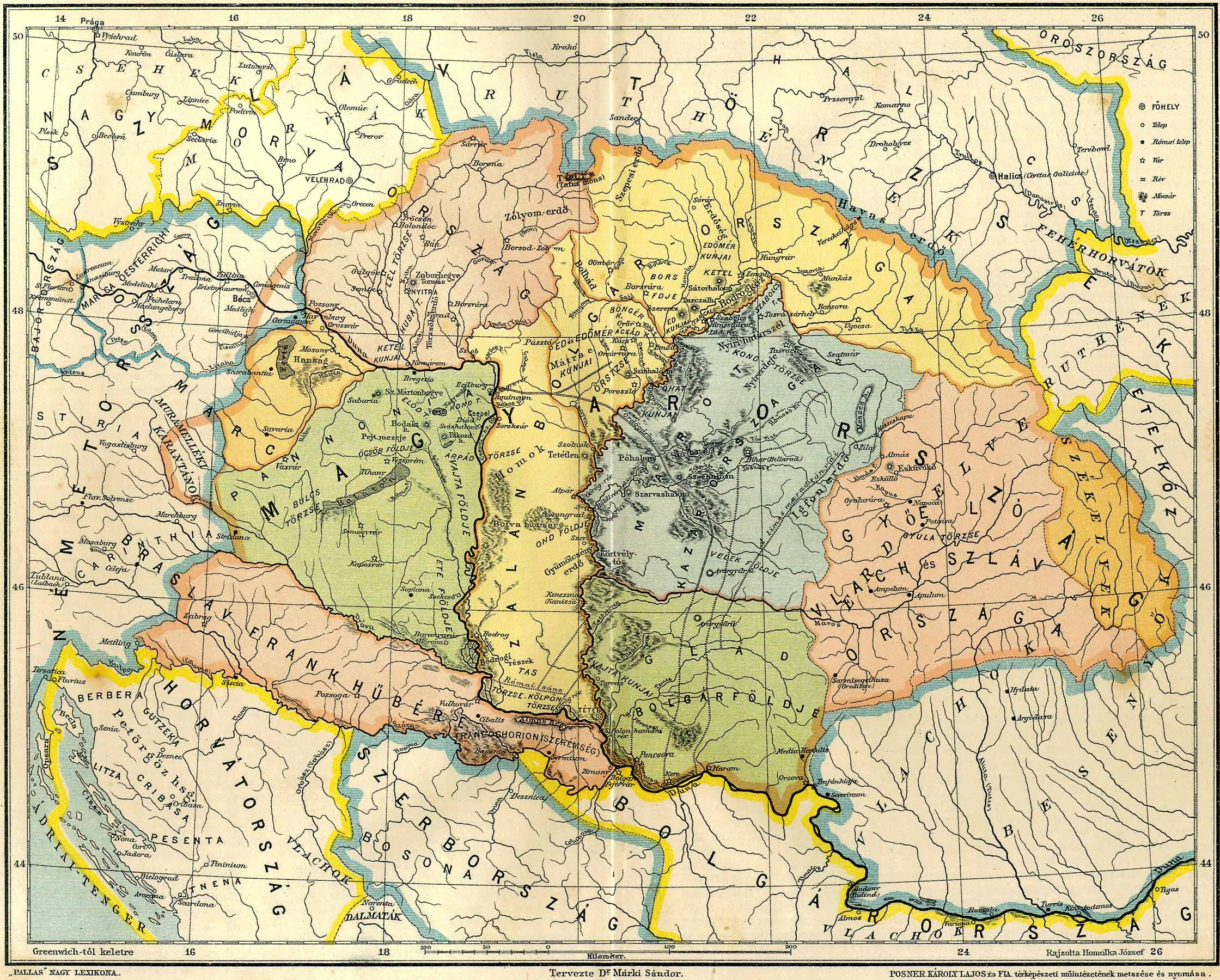
Карта Венгрии периода обретения родины по данным Gesta Hungarorum

По мнению специалиста по средневековой истории венгров М. К. Юрасова, переселение группы волжских булгар в Венгрию могло быть прямо связано с разорением Булгарии русским князем Святославом Игоревичем в 60-е гг. X в., после чего некоторые жители решили отправиться в более спокойные области. Предполагается, что после разорения некоторые булгарские роды присоединились к Святославу и отправились вместе с ним на Балканы, на войну с Иоанном Цимисхием. После поражения в 971 году от армии ромеев венгры, состоявшие в войске Святослава, вернулись на родину. «Этим вполне могли воспользоваться пришедшие с киевским князем знатные булгары, оставившие своего неудачливого полководца и попросившие Такшоня разрешения поселиться в его владениях», — заключает исследователь. Он же доказывает со ссылкой на венгерских историков, что 29 известных венгерских топонимов, содержащих в своём составе элемент болгар в различных модификациях, свидетельствуют о поселении в данной местности именно волжских булгар, поскольку дунайские булгары были известны в средневековой венгерской традиции под другим именем (нандор).

## Продолжение контактов между Волжской Булгарией и Венгрией
В целом известие о Билле и Боксу рассматривается как примечательный случай ранних контактов между Венгрией и Волжской Булгарией. В более позднее время путь из Волжской Булгарии в Венгрию пролегал через Суздаль, Киев и землю печенегов. В частности, предполагается, что этим маршрутом пользовался арабский путешественник Абу Хамид аль-Гарнати, который в 1150 году прибыл в Венгрию из Волжской Булгарии. Первым венгерским путешественником в Волжской Булгарию, имя которого нам известно, является монах Юлиан.